# Amanda Du-Pont
Amanda du-Pont (née le 26 juin 1988)  est une actrice, mannequin et animatrice de télévision sud-africaine d'origine swazie. Amanda Du-Pont est connue pour son interprétation de Senna dans la série dramatique CW Life is Wild  et de Sharon dans la comédie dramatique SABC 3 Taryn & Sharon, Actuellement, elle joue le rôle d'Ashley dans la série à suspense Netflix Shadow. Elle est connue pour avoir joué dans le feuilleton SABC 1 Skeem Saam  en tant que Nompumelelo 'Lelo' Mthiyane.

## Début de la vie
Amanda Du-Pont est né le 26 juin 1988 à Manzini, au Swaziland. Elle est d'ascendance française, italienne, portugaise et swazie. Elle nait et grandit à Manzini et vit avec son cousin Alulutho Du Pont, également Swati. Plus tard, ils déménagent à Mpumalanga pour terminer leurs études à Uplands College.

## Carrière
Amanda Du-Pont joue un rôle principal dans le long métrage Entre amis de 2014 et un rôle récurrent dans l'émission télévisée sud-africaine à succès Skeem Saam. De 2012 à 2016, elle est co-animatrice des émissions du magazine de style de vie des célébrités SABC 1 Real Goboza, aux côtés de Phat Joe. Elle joue dans le drame CW Life is Wild, Muvhango de SABC 2, Intersexions, Generations, la série Loxion Bioscope de Mzanzi TV et le long métrage de 2015 Hear Me Move. En février 2019, la presse annonce que Amanda Du-Pont jouerait dans la série à suspense Netflix Shadow .

## Éducation
En 2011, Amanda Du-Pont obtient un baccalauréat ès arts de la South African School of Motion Picture and Live Performance à Johannesburg. L'année suivante, elle est diplômée de la New York Film Academy à New York, où elle reçoit une bourse complète pour l'excellence scolaire.

## Prix
À l'âge de 21 ans, Amanda Du-Pont reçoit un prix pour l'ensemble de ses réalisations du Département des arts et de la culture du Swaziland pour ses premières réalisations au cinéma et à la télévision et sa promotion de la langue et de la culture swazie.

## Vie privée
Amanda Du-Pont épouse Shawn Rodriques en 2020. Le couple divorce en janvier 2023.

## Filmographie
| Année        | Titre                      | Rôle                        | Remarques         |
| ------------ | -------------------------- | --------------------------- | ----------------- |
| 2008         | La vie est sauvage         | Séné                        | Épisode: "POC"    |
| 2012         | Local Bioskop: Andilalanga |                             |                   |
| 2012-2016    | Réal Goboza                |                             |                   |
| 2014–2021    | Skeem Sam                  | Nompumelelo "Lelo" Mthiyane | Le rôle principal |
| 2014         | Force d'intervention       | Christelle                  |                   |
| 2015         | Générations : l'héritage   | Se                          |                   |
| 2015         | Écoute-moi bouger          |                             |                   |
| 2016-présent | Entre amis                 |                             |                   |
| 2017         | 10 jours à Sun City        |                             |                   |
| 2017         | Taryn et Sharon            | Sharon                      |                   |
| 2019         | Ombre                      | Ashley                      | Le rôle principal |
| 2019-2022    | Isono                      | L'ouvrier de Marie          | Récurrent         |
| 2021         | Petite grande bouche       | Mel                         |                   |